# Severní ostrov (Nová země)
Severní ostrov (rusky Северный остров) je název největšího ostrova souostroví Nová země, náležejícího do ruské Archangelské oblasti. S rozlohou 47 079 km² je to 30. největší ostrov na světě a druhý největší v rámci Ruska. Od Jižního ostrova je oddělen průlivem Matočkin Šar (rusky Маточкин Шар).
Ostrov je z velké části pokryt ledem. Na jeho nejsevernějším místě (mysu Touhy) se nachází meteorologická stanice.
Jeho nejvýchodnější místo, mys Flissingskij, je považováno za nejvýchodnější bod Evropy.